# 陳嶠
陳嶠（825年—899年），字延封。莆田人。
先祖陳邁，唐初为莆田县令，遂以莆田為家。自幼好學，弱冠能寫文章。与高阳许龟图、江夏黄彦修，居莆城城西北岩精舍一同读书。唐僖宗光启四年（888年）登戊申科郑贻矩榜一甲二名進士。釋褐（脫去平民粗布衣）任京兆府參軍，後歸閩。司空王审知主閩，聘其為從事，授大理評事、監察御史，官至大理司直兼殿中侍御史。晚年娶儒家女為妻，至新婚日，年已近八十矣。當時有“生荑”之諷，荑是指植物的嫩芽，喩老夫少妻。陳嶠亦自成一章，其末曰：“彭祖尚聞年八百，陳嶠猶是小孩兒。”光化二年（899年）卒，享年七十五岁，葬兴教里福平山。御史黄滔为撰《司直陈公峤墓志铭》。